# Železniška postaja Brestanica
Železniška postaja Brestanica je ena izmed železniških postaj v Sloveniji, ki oskrbuje bližnje naselje Brestanica.